# Щукинская (платформа)
Щу́кинская — остановочный пункт на Рижском направлении МЖД и Курско-Рижского диаметра в Москве. Имеет пересадку на станцию метро «Щукинская». После ввода в эксплуатацию 25 июня 2021 года заменил платформу Покровское-Стрешнево, которая была ликвидирована.

## Строительство
Строительство началось в феврале 2019 года.
На перспективу предусмотрено строительство второй островной платформы на будущих III и IV главных путях Рижского направления.
- Август 2019
- Март 2020
- Октябрь 2020
- Апрель 2021

## Трафик
Транспортно-пересадочный узел (ТПУ) «Щукинская» войдёт в десятку крупнейших в Москве, им будет пользоваться до 72 тыс. пассажиров в сутки, сообщил в пятницу заммэра Москвы по вопросам градостроительной политики и строительства Андрей Бочкарёв.

## Описание
В проекте остановочный пункт включает в себя две высокие островные платформы с двумя выходами к четырём главным путям. Построены оба выхода, но только одна платформа (1 и 2 пути). Строительство 3-го и 4-го путей, а также перспективной платформы на 2021 год не ведётся, продолжение строительства возможно только в случае постройки южного дублёра моста Бачелиса.

## Наземный общественный транспорт
На этой станции можно пересесть на следующие маршруты городского пассажирского транспорта:
- Автобусы: 60, 100, 137, 253, 310, 638, 640, 687, 798, 800
- Трамваи: 10, 15, 21, 28, 30, 31